# Psi (unidade de medida)
Psi  (forma abreviada do inglês pound force per square inch, cujo símbolo também pode ser escrito como lbf/in²) ou libra-força por polegada quadrada é a pressão resultante da força de uma libra-força aplicada a uma área de uma polegada quadrada. Esta unidade de medida de pressão ainda é utilizada pela indústria inglesa e americana, apesar de estar sendo gradativamente substituída pelo Pa (pascal - unidade de pressão do Sistema Internacional de Unidades SI) e pelo bar, visto que o psi é baseado no arcaico Sistema Imperial Inglês. 
No Brasil, o psi (ou lbf/in²) ainda é amplamente utilizado no meio automotivo devido às influências inglesa e estado-unidense. No entanto, o capítulo 4.2 da 8ª Edição do SI publicada pelo BIPM (Bureau International des Poids et Mesures) não recomenda a sua utilização, assim como não recomenda quaisquer outras unidades baseadas na libra, na jarda e na polegada.
A norma internacional ISO 80000-4, cuja versão brasileira atual é a ABNT NBR ISO 80000-4:2007 (Grandezas e Unidades. Parte 4: Mecânica), também renega as unidades não recomendadas a anexos no final da norma, estando o psi dentre elas.
A rastreabilidade do psi ao Sistema Internacional de Unidades dá-se através do pascal conforme a equivalência: 1 psi ≈ 6 894,757 Pa.
Dentro do psi, encontram-se duas escalas de medir pressão: psia e psig.
psia: abreviação para pounds per square inch absolute – libras por polegada quadrada absoluta. É a pressão relativa ao vácuo. Medidas tomadas em psia incluem a pressão atmosférica, que varia de acordo com a altitude. 
Uma atmosfera é igual a 14,696 psia, que à pressão atmosférica ao nível do mar.
{\displaystyle psia=psig+14{,}696}
psig: abreviação de pounds per square inch gauge – libras por polegada quadrada manométrica. A pressão manométrica é medida relativa à pressão atmosférica local, ignorando, portanto a altitude.
{\displaystyle psig=psia-14{,}696}
A rastreabilidade da pressão em psi para o SI (Sistema Internacional de Unidades), conforme descrito anteriormente, é através da unidade Pa (pascal), que é a relação entre a força em N (newton) e a área em m² (metro quadrado), levando em conta que 1 libra = 4,448 N e 1 polegada = 25,4 mm. Por exemplo: 10 psi = 10 x 6894,8 = 68948 Pa. Deve ser observado que 1 bar = 100 kPa (quilopascal). Para medir a pressão de fluidos, é geralmente utilizado o bar, e para tensões, o Pa.
Outras conversões úteis:
1 psi = 6,895 x 103 Pa (pascal) | 1 Pa = 145,04 x 10 −6 psi
1 psi = 68,948 x 10 −3 bar | 1 bar = 14,5037744 psi
1 psi = 68,046 x 10 −3 atm | 1 atm = 14,696 psi
1 psi = 51,715 torr | 1 torr = 19,337 x 10 −3 psi
1 psi = 7,029 x 10 −1 m.c.a. | 1 m.c.a. = 1,4226 psi (m.c.a. = metros de coluna d'água)
e da segunda Lei de Newton:
1 N = 1 kg m s−2

## Correlação com o Sistema Internacional de Unidades (SI)
A seguir são apresentadas algumas situações medidas em psi e sua rastreabilidade ao Sistema Internacional de Unidades. Dependendo da magnitude, a equivalência é representada ora em quilopascal (kPa = 103 Pa), ora em megapascal (MPa = 106 Pa), ora em gigapascal (GPa = 109 Pa). Por serem todos múltiplos do pascal, o kPa, o MPa e o GPa também são unidades SI.
| Situação em que há medição de pressão                              | Valor da pressão em psi | Pressão correspondente no SI |
| ------------------------------------------------------------------ | ----------------------- | ---------------------------- |
| Pressão sanguínea — Pressão sanguínea humana média (120 / 80) mmHg | 2,32 / 1,55             | (16,0 / 10,7) kPa            |
| Turbo automotivo                                                   | 6 - 15                  | (41,4 - 103,4) kPa           |
| Pressão atmosférica ao nível do mar (padrão)                       | 14,7                    | 101,4 kPa                    |
| Pneus automotivos (alta) (comum)                                   | 32                      | 220,6 kPa                    |
| Pneus de bicicleta (alta) (comum)                                  | 65                      | 448,2 kPa                    |
| Aerógrafo ou compressor de ar caseiro                              | 90                      | 620,5 kPa                    |
| Freio a ar (alta)(comum)                                           | 90 ≤ Pg ≤ 120           | (620,5 ≤ Pg ≤ 827,4) kPa     |
| Pneu de bicicleta de competição (alta) (comum)                     | 120                     | 827,4 kPa                    |
| Locomotiva a vapor                                                 | 150 ≤ Pg ≤ 280          | (1,0 ≤ Pg ≤ 1,9) MPa         |
| Locomotiva a vapor "Union Pacific Big Boy"                         | 300                     | 2,1 MPa                      |
| Tubulação de gás natural                                           | 800 até 1000            | (5,5 até 6,9) MPa            |
| Aparato para respiração autocontida para atmosferas tóxicas        | 2216                    | 15,3 MPa                     |
| Tanque de SCUBA cheio                                              | 3000                    | 20,7 MPa                     |
| Sistema hidráulico de aviões a jato comerciais                     | 3000                    | 20,7 MPa                     |
| Sistema hidráulico do Airbus A380                                  | 5000                    | 34,5 MPa                     |
| Cortador a jato d'água                                             | 40.000 - 100.000        | (275,8 - 689,5) MPa          |
| Módulo de Young para o aço                                         | 30 000 000              | 206,8 GPa                    |

Apesar de a conversão para o Sistema Internacional de Unidades parecer gerar números não arredondados e com casas decimais, isso acontece porque essas situações, até o momento, têm sido projetadas em psi. À medida que os fabricantes migrarem para o pascal e seus múltiplos, uma vez que, conforme o 4º capítulo do SI, a utilização das unidades SI traz vantagens por formar um conjunto coerente, sem necessidade de conversões e de linguagem universal, os projetos poderão ser executados para valores arredondados de pressão em pascal e seus múltiplos.